# Franz Curti
Jean Baptist Joseph Franz Henry Curti (* 16. November 1854 in Kassel; † 6. Februar 1898 in Dresden) war ein deutscher Opern-Komponist.

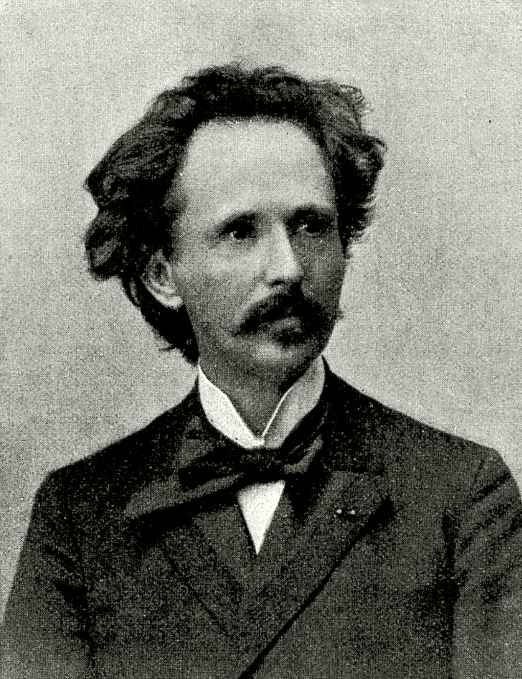
Franz Curti

## Leben
Franz Curti war der Sohn des Juristen und Hofopernsängers Anton Curti (1820–1887) und dessen Frau, Marie Clementine, geb. Gräbner (1827–1898). Da sein Vater viele Engagements in Europas Opernhäusern wahrnahm, wuchs Franz Curti ab 1864 bei seinem Onkel im schweizerischen Rapperswil am Ufer des Zürichsees auf. Neben dem Schulunterricht lernte er, auch Klavier, Orgel und Violine zu spielen. Nach seinem Abitur 1871 reiste er nach Italien, um sich von einer Lungenkrankheit zu erholen, und wurde dort von der Opernpraxis beeindruckt.
Sein anschließendes Studium der Medizin in Berlin schloss er 1880 mit dem Staatsexamen ab und eröffnete darauf in Dresden eine Zahnarztpraxis. Neben seinem Beruf nahm er Kompositionsunterricht bei Edmund Kretschmer (1830–1908) und Heinrich Schulz-Beuthen (1838–1915). Bereits 1882 veröffentlichte Curti sein erstes Werk, Die Gletscherjungfrau, und seine erste Oper Hertha wurde 1887 von Herzog Ernst I. von Sachsen-Altenburg mit der Medaille für Kunst und Wissenschaft in Gold ausgezeichnet. Der internationale Durchbruch erfolgte 1896, zwei Jahre vor seinem Tod, mit der Oper Lili-Tsee. Die Uraufführung seiner letzten Oper Das Rösli vom Säntis 1898 erlebte Curti bereits nicht mehr, da er im selben Jahr im Alter von nur 43 Jahren verstarb. Er hinterließ viele Lied- und Chorwerke, die von der deutschen Romantik sehr beeinflusst waren, sich aber auch immer wieder mit der als Heimat empfundenen Schweiz beschäftigten und dort große Verbreitung fanden.
Curti war seit 1880 mit der Tochter des Dresdner Kunsthistorikers Friedrich von Boetticher, Eugenie von Boetticher (geboren 1858), verheiratet. Das Paar hatte vier Kinder: Johanna Eugenie (1881–1957), Friedrich Albert (1883–1949), Hertha (1887–1978) und Reinhard Johannes (1890–1972).
Curti wurde auf dem Johannisfriedhof in Dresden beigesetzt.

## Ehrungen
- 1901 wurde im Dresdner Stadtteil Loschwitz eine Straße nach Curti benannt (Franz-Curti-Straße).
- 2000 erhielt in Rapperswil ein Platz am Hafen seinen Namen (Curti-Platz).
- 2005 gab es in Genf ein Konzert mit Aufführungen seiner Kompositionen.
- 2022 gab es in Rapperswil ein dreitägiges Franz Curti Festivald mit Aufführungen seiner Kompositionen. Mehr als 1000 Personen besuchten die drei Konzertabende.

## Werke (Auswahl)
Männerchöre:
- Wenn ich wär der Mondenschein, in: Sechs Vokalquartette, op. 2
- Zwiefacher Frühling, op. 8
- Vier Männerquartette, op. 12
- Frieden der Nacht, op. 17
- Die Schlacht (F. v. Schiller), op. 45

Lieder für Singstimme:
- Am See, op. 6
- Ave Maria, op. 7
- Seligkeit, op. 11
- Der Maria Wiegenlied, op. 16

Bühnenmusik und Opern:
- Die Gletscherjungfrau (M. Vollhardt-Wittich), Kantate (später zur Oper umgearbeitet), 1882
- Hertha (M. Vollhardt-Wittich), 1887
- Reinhard von Ufenau, 1889
- Erlöst, 1895
- Lili-Tsee, 1896
- Das Rösli vom Säntis, 1898

Instrumentalmusik:
- Sinfonie in B-Dur, op. 14
- Semele (F. v. Schiller), 1887
- Die Schweiz, Orchestersuite, 1892
- Schneefried, 1895